# Karch Kiraly
Charles Frederick "Karch" Kiraly (Jackson, Michigan, 3 de Novembro de 1960) é um ex-jogador de voleibol dos Estados Unidos da América. É o único jogador deste desporto - tanto masculino quanto feminino - a ter ganhado a medalha de ouro olímpica nas variantes indoor (quadra) e de praia. É tido por muitos admiradores e jogadores de voleibol como o maior jogador de todos os tempos. Não à toa, no ano de 2000 ele foi eleito o Melhor Jogador de Voleibol do Século XX pela FIVB.
Sua conquista no vôlei de praia foi lograda jogando em parceria com Kent Steffes. Após se aposentar como atleta, Kiraly dedicou-se à carreira de treinador. Como assistente-técnico, participou da campanha que levou a seleção feminina dos EUA à prata em Londres-2012 – derrotada pelo Brasil na final. Já como técnico do time, comandou a equipe no título mundial em 2014 e o olímpico em 2022, igualando a chinesa Lang Ping com ouro olímpico como atleta e treinador.

## Família
Seus pais fugiram da Hungria para os Estados Unidos em 1956, no ano da Invasão Soviética. A família montou acampamento em Jackson, no estado norte-americano de Michigan, e quatro anos depois nascia o filho Karch, forma húngara de dizer Charles.

## Conquistas
- All American (1979, 1980, 1981, 1982)
- Bicampeão olímpico voleibol de quadra - Los Angeles 1984 e Seul 1988
- Campeão olímpico Voleibol de praia - Atlanta 1996
- Primeiro - e por enquanto único - jogador de vôlei, tanto masculino quanto feminino, a ter ganhado a medalha de ouro olímpica nas variantes indoor (quadra) e de praia.[6]

## Prêmios Individuais e Honrarias
- 1981 - NCAA Volleyball Tournament Most Outstanding Player
- 1982 - NCAA Volleyball Tournament Most Outstanding Player
- 1986 - FIVB Best Player in the World
- 1988 - FIVB Best Player in the World
- 1990 - American Volleyball Professionals (AVP) Best Offensive Player
- 1990 - American Volleyball Professionals (AVP) Most Valuable Player
- 1992 - American Volleyball Professionals (AVP) Most Valuable Player
- 1992 - Induzido ao UCLA Hall of Fame
- 1993 - American Volleyball Professionals (AVP) Best Offensive Player
- 1993 - American Volleyball Professionals (AVP) Most Valuable Player
- 1994 - American Volleyball Professionals (AVP) Best Offensive Player
- 1994 - American Volleyball Professionals (AVP) Most Valuable Player
- 1995 - American Volleyball Professionals (AVP) Most Valuable Player
- 1995 - American Volleyball Professionals (AVP) Sportsman of the Year
- 1997 - American Volleyball Professionals (AVP) Sportsman of the Year
- 1997 - American Volleyball Professionals (AVP) Comeback Player of the Year
- 1998 - American Volleyball Professionals (AVP) Sportsman of the Year
- 1998 - American Volleyball Professionals (AVP) Most Valuable Player
- 2000 - Melhor jogador de voleibol do século XX pela FIVB.[2]
- 2001 - Induzido ao Volleyball Hall of Fame
- 2002 - American Volleyball Professionals (AVP) Best Defensive Player
- 2004 - American Volleyball Professionals (AVP) Outstanding Achievement Award
- 2009 - Induzido ao College Sports Information Directors of America (COSIDA) Academic All-America Hall of Fame.